# California Jamming
California Jamming es un álbum en vivo de archivo de Deep Purple, lanzado en 1996.
El álbum recoge la actuación de Deep Purple en el festival California Jam, celebrada el 6 de abril de 1974, en el circuito Ontario Motor Speedway, en Ontario (California), show que fue televisado por el canal de televisión estadounidense ABC y emitido por KLOS-FM en Transmisión simultánea, al igual que el resto del festival.
El concierto fue uno de los primeros de la formación "Mark III", con el vocalista David Coverdale y el bajista Glenn Hughes; al final del concierto el guitarrista Ritchie Blackmore golpeó una de las cámaras de televisión con su Fender Stratocaster (la cámara se había interpuesto entre él y el público), y finalmente roció sus amplificadores con gasolina, prendiéndolos fuego, lo que causó una explosión.
La versión en video de "California Jam" se lanzó en VHS en 1981 y en DVD en 2005, esta última se tituló Live in California 74.

## Lista de canciones
1. "Burn"
2. "Might Just Take Your Life"
3. "Mistreated"
4. "Smoke on the Water"
5. "You Fool No One"
6. "The Mule"
7. "Space Truckin"

## Músicos
- Ritchie Blackmore - guitarra
- David Coverdale - voz
- Glenn Hughes - bajo, voz
- Ian Paice - batería
- Jon Lord - teclados